# Stiftelsen Stockholms sjömanshem

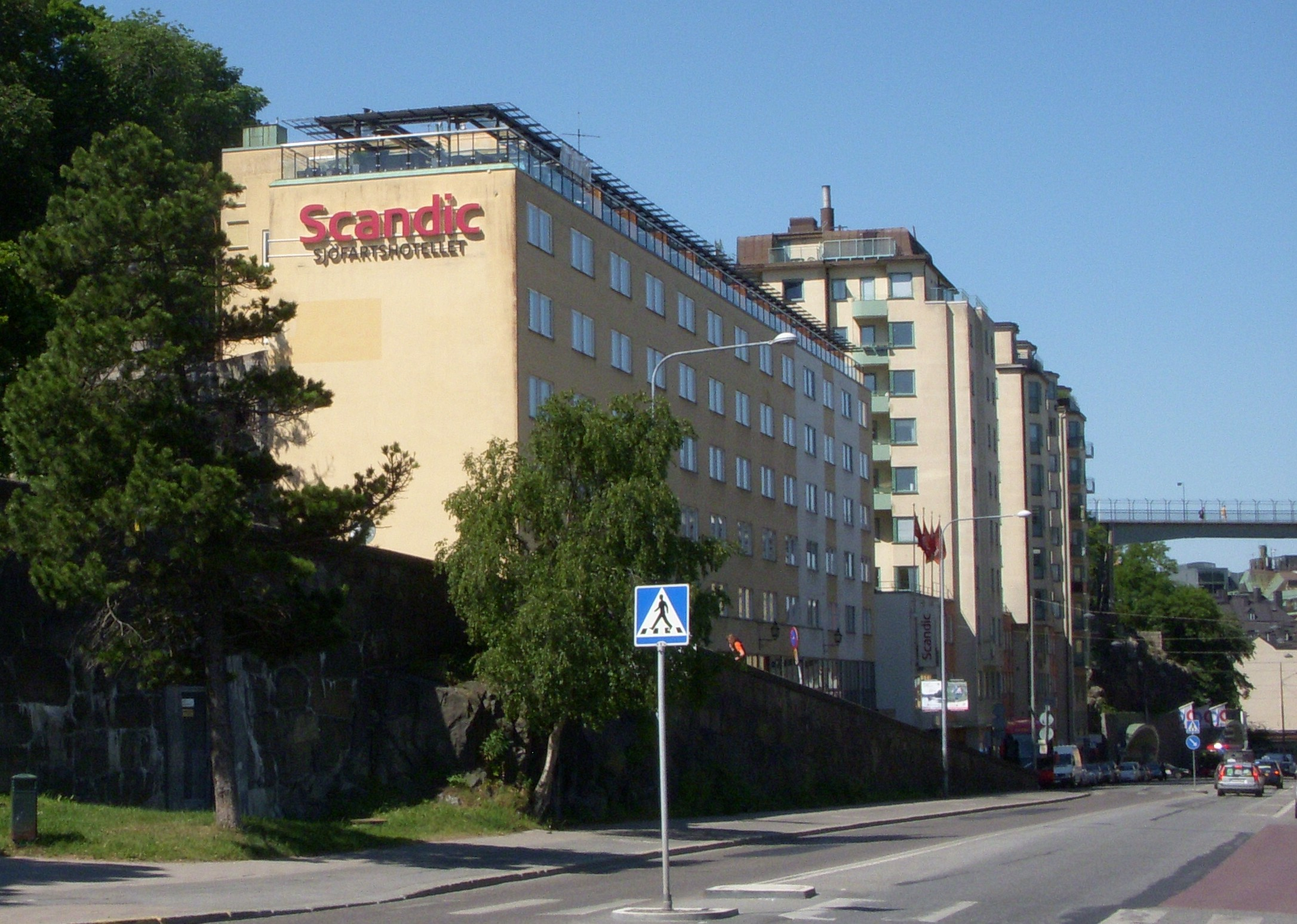
Verksamheten för Stiftelsen Stockholms Sjömanshem finns sedan 1964 i "Scandic Sjöfartshotellet".

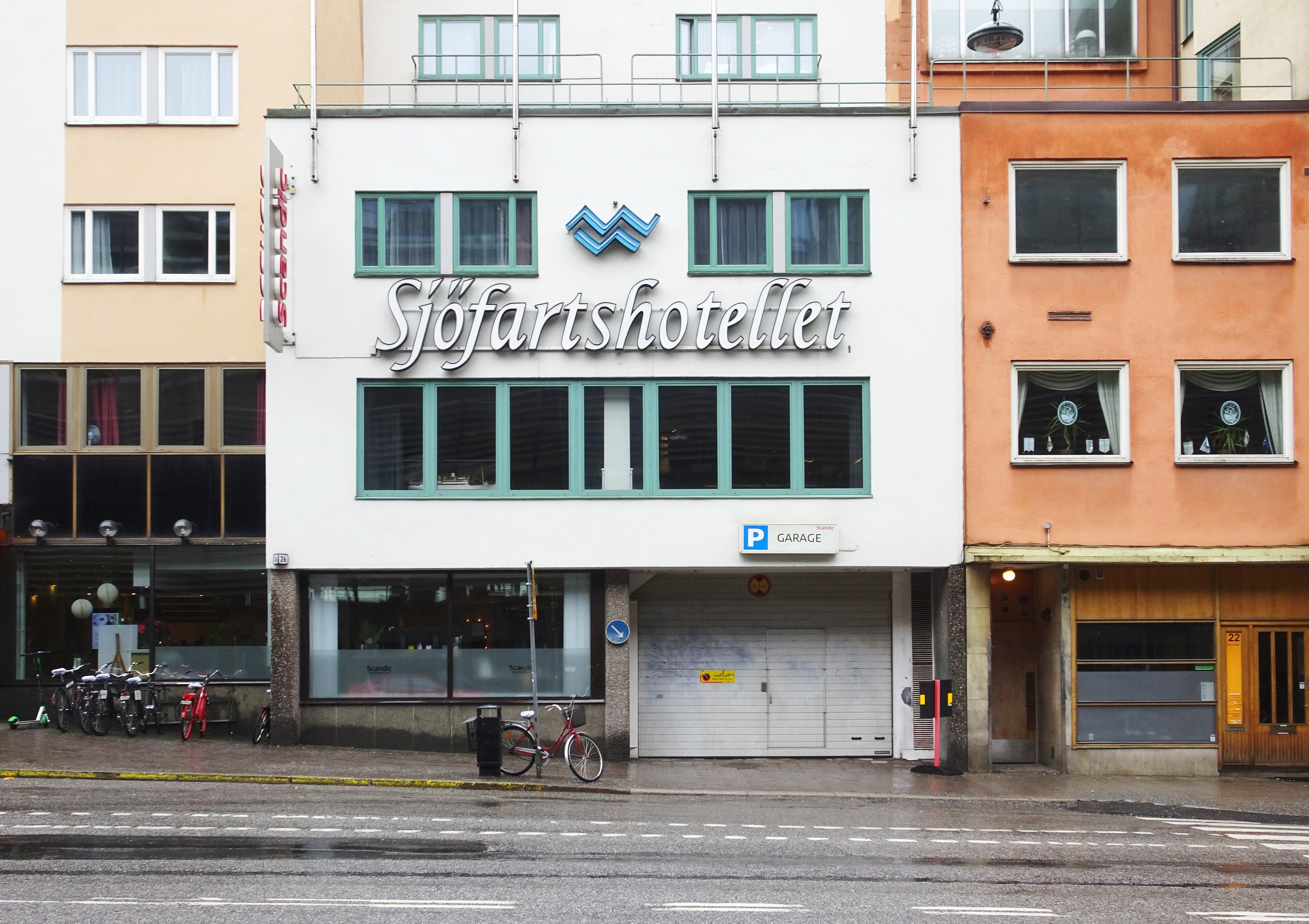
Sjöfartshotellet, mars 2019.

Stiftelsen Stockholms sjömanshem är en stiftelse i Stockholm som grundades 1890 och står under kung Carl XVI Gustafs höga beskydd. 
År 1879 bildades Kristna Sjömannaföreningen, som var föregångare till Stiftelsen Stockholms Sjömanshem. 1883 ändrades namnet till Stockholms Sjömansmissionsförening. Uppgiften för ett sjömanshem var att underlätta och stödja livet för sjömän i land. Den sociala situationen för sjöfolk i Stockholm var svår i slutet av 1800-talet. Lastning och lossning i hamn kunde ta lång tid och för många sjömän blev uppehållet i hamnarna förödande för ekonomi, livssituation och hälsa.
Verksamheten de första åren bestod av regelbundna samlingar med föredrag och predikningar för sjöfolk i sjömanskapellet vid Tyska brunn. Föreningen hyrde också en lägenhet i Stadsgården, där man hade matservering och fem enkla logementsrum för sjöfolk. Lägenheten benämndes i dagligt tal för "Sjömanshemmet" och dess verksamhet finansierades genom en årlig basar samt frivilliga gåvor.
Även kung Oscar II hade uppmärksammad sjömännens svåra läge i Stockholm och 1890 meddelade att han, med anledning av sin födelsedag, att han ville lägga en grundplåt på 6000 kronor till ett nytt sjömanshem. Kungen erbjöd också Stockholms Sjömansmissionsförening att ingå i kommittén. 1890 avgick den tidigare tillsatta kommittén och en stiftelse med namnet Stiftelsen Stockholms Sjömanshem bildades och övertog ansvaret för verksamheten. Fastigheten Peder Myndes backe 3 inköptes och byggdes om till Stockholms sjömanshem. Byggnaden invigdes av kung Oscar II den 5 oktober 1891. 
Stiftelsens ändamål formulerades på följande sätt:
| ” | …att mot billig afgift åt sjömän af alla nationer bereda sund bostad och kost under deras vistelse i Stockholm äfvensom att till vård och förvaltning mottaga deras besparade medel och göra dem räntebärande eller efter anvisning till sjömäns anhöriga eller andra vederbörande öfversända sådana medel. | „ |

Verksamheten bedrevs  i lokalerna vid Peder Myndes backe 3 fram till 1964, sedan flyttade Stockholms Sjömanshem in i det då nybyggda "Stockholms Sjöfartshotell" (numera "Scandic Sjöfartshotellet") vid Katarinavägen 26 som ritades av Axel Grönwall och Ernst Hirsch.
Numera definieras stiftelsens verksamhet:
- Utöva hjälpverksamhet bland behövande sjömän
- Lämna understöd åt sjömän för deras försörjning
- Lämna understöd för beredande av undervisning eller utbildning av sjömän